# 桃園地景藝術節
桃園地景藝術節（Taoyuan Land Art Festival），為臺灣桃園縣政府（現為桃園市政府）於2013年起開始舉辦的大型展覽活動，以桃園縣內的特殊地景作為活動藝術品的展出空間。2013年的名稱為桃園縣地景廣場藝術節，2014年起更名為桃園地景藝術節。2015年市長鄭文燦上任後，當年改為舉辦桃園地景藝術國際論壇，後採取論壇及地景藝術節輪番辦理方式，達成在地深化及藝術活化的目標。

## 歷屆展覽
| 年份                     | 舉辦地點                                                                               | 活動主軸                                                         | 主要展示作品 | 參觀人次      |
| 2013桃園縣地景廣場藝術節 | 桃園縣新屋鄉 後湖陂、新屋陂、過嶺58號池等地                                            | 「秋天·陂塘·鄉間散步」                                           | 荷蘭 弗洛伦泰因·霍夫曼巨型黃色小鴨藝術品 · 日本 草間彌生「生命的足跡」 · 崔正化「蓮花系列」 | 245萬人次     |
| 2014桃園地景藝術節       | 桃園縣大園鄉 海軍桃園基地                                                              | 「陽光、冒險、探索」 勇闖秘密基地、藝術大進擊                    | 臺灣 李真大型銅雕 · 臺灣 洪易「快樂動物派對」 · 荷蘭 弗洛伦泰因·霍夫曼「月兔」 · 中国 張洹「六道輪迴」 · 中国 徐冰「石徑」                                                                                            | 250萬人次     |
| 2016桃園地景藝術節       | 桃園市新屋區 永安漁港 、社區聚落 、 綠色走廊 桃園市八德區 埤塘生態公園                 | 新屋–永安漁港、綠色走廊、社區聚落 八德–陂塘生態公園、社區聚落    | 臺灣 林舜龍 「永生海」 · 臺灣 徐暋盛「多謝多蟹」 · 臺灣 何俊賢「福求花」 · 臺灣 梁廷毓、劉文琪「築沐」 · 臺灣 陳宣誠 · 日本 藤井芳則「DOROBOT」 · 李大一「逆風而上」                                                  | 90萬7千人次   |
| 2017桃園地景藝術節       | 桃園市觀音區 廣福社區 、崙坪文化地景園區 、國庫埤 桃園市八德區 埤塘生態公園、竹霄社區  | 「迴旋身軀。覓徑」                                               | 日本 鈴木貴彥「樹精靈，或是你」 日本 藤井芳則「戲畫青蛙」 · 臺灣 大橋頭藝術工作室(姜名駿、周學涵)「秧秧」 · 臺灣 徐暋盛「雞祥蓮年」 · 臺灣 蕭凱文 「補囊」 · 臺灣 陳建智「千塘星系」 · 臺灣 劉臻 「Con-text：漣漪」 · | 125萬3212人次 |
| 2018桃園地景藝術節       | 桃園市楊梅區 富岡 桃園市中壢區 老街溪、青塘園                                          | 「老城新藝‧水young桃源」 慢遊富岡、藝遊中壢上河圖、水young青塘園 | 臺灣 許宗傑「粼粼波光、翩翩白影」 · 臺灣 劉柏村「水漾飛機」 · 臺灣 大橋頭藝術工作室(姜名駿、周學涵)「霹靂酷炫燈」「中平地圖蛇」 ·                                                                                     | 149萬3951人次 |
| 2019桃園地景藝術節       | 桃園市八德區 大湳森林公園（主展區） 兒童美術館、西坡陂塘、溪濱公園、中大公園（副展區） | 「新風景線」 「守護所在，進擊未來」                              | 中国 馬岩松「自然舞衣」 · 新加坡 陳偉立「歡聲笑語」 · 臺灣 賴純純 「桃樂源」 · | 暫無資料      |
| 2020桃園地景藝術節       | 桃園市中壢區大崙 桃園市平鎮區雙連坡                                                    | 「構築城市」                                                     | 臺灣 王文志「豫章之家」 · 臺灣 李蕢至「高雙陂塘漣漪迷宮」 · 臺灣 周學涵(feat.大橋頭藝術工作室)「Soga Monster 2」 · | 147萬人次     |
| 2021+桃園地景藝術節      | 桃園市桃園區虎頭山                                                                     | 「都會綠洲，親山近水」                                           | | 159萬人次     |
| 2023桃園地景藝術節       | 桃園市中壢區青埔 龍潭區龍潭大池                                                        | 「桃園寮寮」                                                     | | 123萬人次     |

## 歷屆國際論壇
| 年份                       | 舉辦地點                     | 活動主軸                                                                 | 邀請講者 |
| 2015桃園地景藝術國際論壇   | 桃園市新屋鄉 老K舒眠文化館   | 「藝術打樁」                                                             | 泰國 沙卡林‧酷翁（Sakarin Krue-on） · 印度尼西亞 阿里亞‧邦嘉盧（Arya Pandjalu） · 臺灣 黃瑞茂 · 臺灣 周靈芝 · 臺灣 潘羽祐 ·                                                                                   |
| 2017桃園地景藝術節國際論壇 | 桃園市觀音區廣福社區活動中心 | 歐洲環境藝術 日本環境藝術 主題論壇 2017桃園地景藝術節─藝術家心得分享座談 | 臺灣 陳愷璜 · 法國 Pierre Bongiovanni · 日本 阿部守 · 臺灣 林舜龍 · 臺灣 大橋頭藝術工作室(姜名駿、周學涵) · 臺灣 陳容瑱 · 臺灣 陳建智 · 臺灣 陳容瑱 · 臺灣 吳雨靜 · 臺灣 蕭凱文 · 臺灣 鈴木貴彥 · 臺灣 劉臻 · |

## 外部連結
- 桃園地景藝術節 （页面存档备份，存于）